# Sambomaster
Sambomaster (яп. サンボマスタ Самбомасута:) — японская рок-группа, образованная в 2000 году Такаси Ямагути и его друзьями Ясуфуми Киути и Ёити Кондо. В 2003 году был выпущен их первый альбом. Буквально всемирную известность им принесли сериалы Naruto и Bleach, для которых были сделаны несколько саундтреков.

## История
В 2000 году дебютировали в одном клубе с единственным на тот момент синглом «Kick no Oni», после чего целый год почти не появлялись на публике, работая над своим первым сборником песен.
В апреле 2001 года их первый сборник увидел свет, но выпущено было всего лишь 300 копий.
В 2003 году был выпущен их первый альбом. Также группа «Sambomaster» приняла участие в нескольких рок-концертах, что сильно увеличило её популярность. Группа была тепло принята как слушателями, так и получила массу лестных отзывов от критиков.
В последующие годы группа обязана своей популярностью аниме-сериалам, в которых были использованы их треки. Буквально всемирную известность им принесли сериалы Naruto и Bleach, для которых были сделаны несколько саундтреков. Также были записаны саундтреки к фильмам и играм.

## Состав группы
Такаси Ямагути (яп. 山口隆 Yamaguchi Takashi)
Гитарист, вокалист
- Дата рождения: 8 февраля 1976
- Место рождения: Фукусима, префектуры Айдзу
- Инструменты: 1960 Gibson Les Paul Special TV Yellow, Gibson Les Paul Custom, Gibson sg red, Fender Telecaster Who tribute

Ясуфуми Киути (яп. 木内泰史 Kiuchi Yasufumi)
Барабанщик
- Родился: 4 августа 1976
- Место рождения: Чиба
- Инструменты: Canopus Drums Kit

Ёити Кондо (яп. 近藤洋 Kondo Yoichi)
Басист
- Родился: 16 июня 1977
- Место рождения: Тотиги
- Инструменты: Fender Jazz Bass, Fender Precision Bass, Rickenbacker Bass 4003